# Iron Avantgarde
Iron Avantgarde – debiutancki album zespołu Kreuzweg Ost, wydany w 2000 roku przez wytwórnię Draenor Productions.
Stanowi on połączenie wojennych rytmów i melancholijnych melodii z występującymi niejednokrotnie fragmentami wojskowych marszów. Jako eksperyment muzyczny, przemieszane zostało to z wieloma wstawkami z filmów różnego rodzaju – przy czym przeważają filmy traktujące o II wojnie światowej. Całość albumu poświęcona jest właśnie temu konfliktowi zbrojnemu. Jego twórcy odżegnują się od propagowania konkretnej ideologii (tu faszystowskiej), o co byli nieraz posądzani.

## Lista utworów
1. „Re-Kapitulation” – 4:18
2. „Ein Bild Freudiger Lebensbejaung” – 7:31
3. „Eduard Rüttelmeier” – 4:04
4. „Oh No Lo So, Magnifico” – 3:47
5. „Stählerne Schwingen” – 3:47
6. „Caki Voli” – 4:37
7. „Kohlenklau” – 9:39
8. „Der Feuersturm Von Dresden” – 8:25
9. „Du, Gefangene!” – 5:49
10. „Donautaufe” – 9:11
11. „Na Wostoke Nechewo Nowogo” – 4:10